# Puri (ẩm thực)
Puri hay còn gọi là poori, là một loại bánh mì chiên giòn, được làm từ bột mì nguyên cám không men, có nguồn gốc từ tiểu lục địa Ấn Độ.
Puris thường được phục vụ như bữa sáng hoặc đồ ăn nhẹ.

## Tên
Tên Puri bắt nguồn từ từ tiếng Phạn पूरिका (pūrikā), từ पुर (pura) "đầy". Trong các ngôn ngữ Nam Á khác nó được gọi là: Urdu: پوری (𝘱𝘰𝘰𝘳𝘪), Dogri: पूरी (pūrī) or पूड़ी (pūṛī), Kumaoni: लगड (lagaḍ),     tiếng Tamil: பூரி (poori), tiếng Telugu: పూరి (pūri), Gujarati: પૂરી, tiếng Assam: পুৰি (puri), tiếng Bengal: পুরি (pūri), tiếng Hindi: पूड़ी (pūṛī), tiếng Bhojpuri: पूड़ी (pūṛī), tiếng Marathi: पूरी (pūrī), tiếng Kannada: ಪೂರಿ  (pūri), tiếng Malayalam: പൂരി (pūrī), tiếng Miến Điện: ပူရီ (pūrī), tiếng Nepal: पूरी (puri), tiếng Odia: ପୁରି (puri), tiếng Punjabi: ਪੂਰੀ (pūṛī), Garhwali: पूरी (pūrī),